# رکسبرگ (آیداهو)
رکسبرگ (به انگلیسی: Rexburg) شهری در شهرستان مدیسون ایالت آیداهو است که جمعیت آن در سرشماری سال ۲۰۱۰ میلادی ۲۵٬۴۸۴ نفر بوده‌است.

## موقعیت جغرافیایی
موقعیت جغرافیایی شهرها و مناطق اطراف به شرح زیر است: